# Rachador de lenha
Os rachadores de lenha são máquinas que vão  ao rabino do fenina de pequeno porte, que são capazes de rachar lenha e pequenas todas de madeira de forma automatizada. Estas ferramentas possuem, geralmente, acionamento elétrico, porém alguns modelos possuem acionamento através de conexão com trator. O rachador de toras é um equipamento de fácil manuseio, para seu uso é necessário escolher uma cruzeta, peça que define em quantas partes será rachada a lenha, colocar a lenha sobre o rachador e acionar o equipamento. O rachador de lenha aplica sua força sobre a lenha, fazendo pressão para rachar a tora completamente.

Uma comparação entre o tempo estimado para rachar lenha no método tradicional, utilizando um machado, contra o tempo levado para rachar lenha utilizando o rachar mostra que com este equipamento é possível reduzir consideravelmente o tempo de trabalho. Enquanto que para rachar uma lenha com 20cm de diâmetro em quatro partes com um machado demoraria 90 segundos, utilizando o rachador de lenha para rachar uma lenha do mesmo tamanho em quatro partes levariam apenas 20 segundos.

Com este comparativo é possível perceber a quantidade de tempo que pode ser ganho com a utilização dos rachadores de lenha. Os rachadores de lenha possuem grande utilidade em residências, fazendas, comércios e indústrias.